# Cantone di Issoudun-Sud
Il Cantone di Issoudun-Sud era una divisione amministrativa dell'arrondissement di Issoudun.
A seguito della riforma approvata con decreto del 18 febbraio 2014, che ha avuto attuazione dopo le elezioni dipartimentali del 2015, è stato soppresso.

## Composizione
Comprendeva parte della città di Issoudun e i comuni di:
- Ambrault
- Bommiers
- Brives
- Chouday
- Condé
- Meunet-Planches
- Neuvy-Pailloux
- Pruniers
- Saint-Aubin
- Sainte-Fauste
- Ségry
- Thizay
- Vouillon